# Ermanno Giulini
Ermanno Giulini (Lodi, 22 aprile 1923 – Lodi, ...) è stato un calciatore italiano, di ruolo ala.

## Carriera
Ha disputato due campionati di Serie B a Lodi con il Fanfulla, tra i cadetti ha esordito l'11 gennaio 1942 nella partita Fanfulla-Pro Patria (0-2).

## Biografia
Era chiamato Giulini II° in quanto fratello di Franco Giulini di due anni più vecchio che militava sempre nel Fanfulla. Ha terminato la sua carriera calcistica nel 1952.
Il presidente del Comitato di Lega Giovanile di Lodi, Mario Codeluppi alla sua elezione nel settembre 1953, lo vuole tra i suoi collaboratori alla gestione delle squadre giovanili lodigiane e fu per lui come una seconda vita calcistica: 40 anni di collaboratore e giudice sportivo dal 1959.
È morto a Lodi dopo una lunga malattia.